# Rinodina rinodinoides
Rinodina rinodinoides är en lavart som först beskrevs av Martino Anzi och som fick sitt nu gällande namn av Helmut Mayrhofer och Christoph Scheidegger. 
Rinodina rinodinoides ingår i släktet Rinodina och familjen Physciaceae. Arten är reproducerande i Sverige.